# Weltstein
Der Weltstein ist mit 478 m ü. A. eine der höchsten Erhebungen in der oberösterreichischen Marktgemeinde Schwertberg. Er befindet sich nächst der Ortschaft Lina, wird durch Wanderwege erschlossen und verfügt seit 2003 über ein von der Naturfreunde Ortsgruppe Schwertberg gesetztes Gipfelkreuz. Die Entstehung der Bezeichnung wird in der Sage vom Weltstein beschrieben. Unterhalb des Weltsteins steht die Lina Kapelle.